# Sven Lundqvist (skulptör)

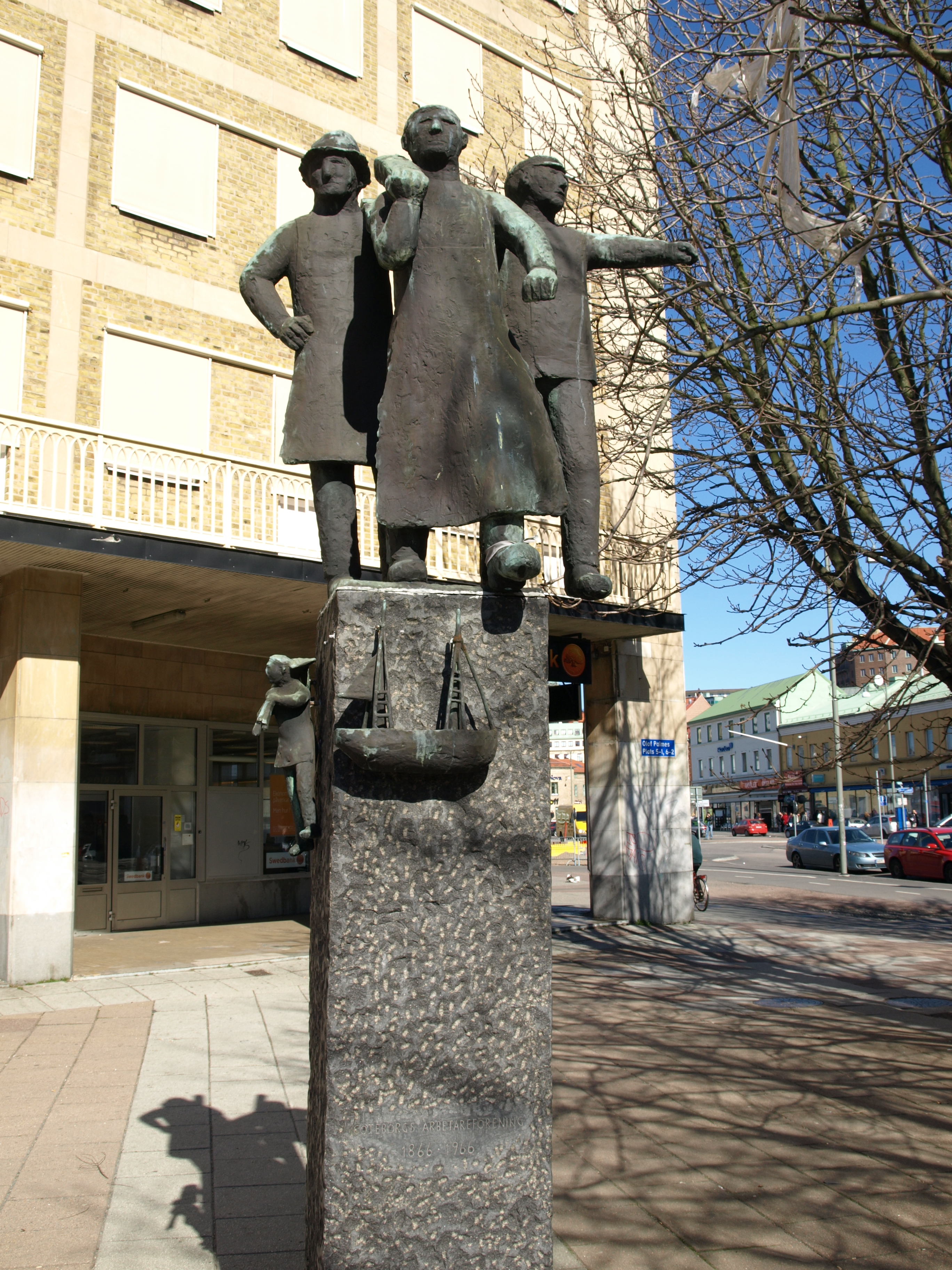
Järnbärare, på Järntorget i Göteborg

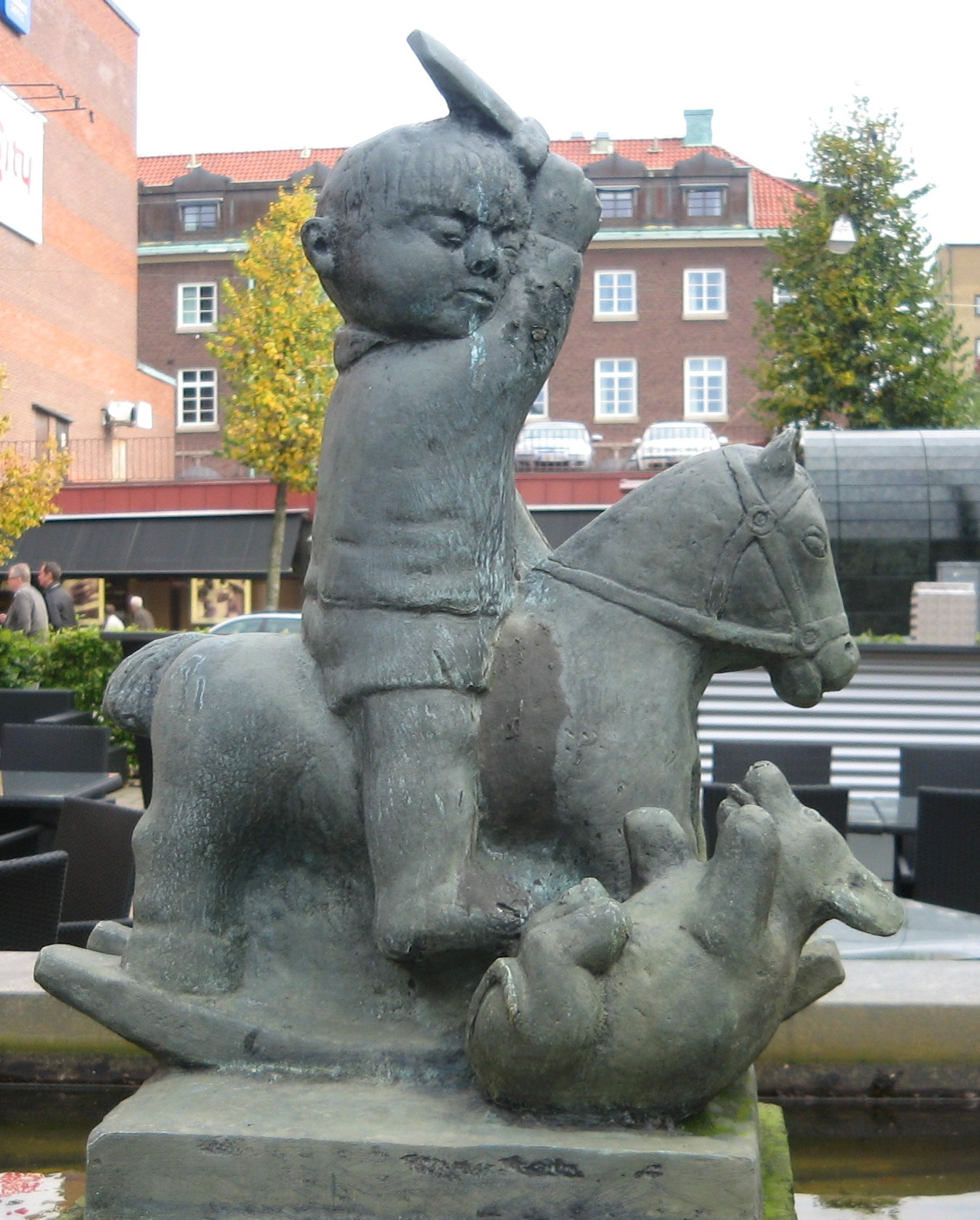
Detalj av Göran och draken på Hötorget i Borås

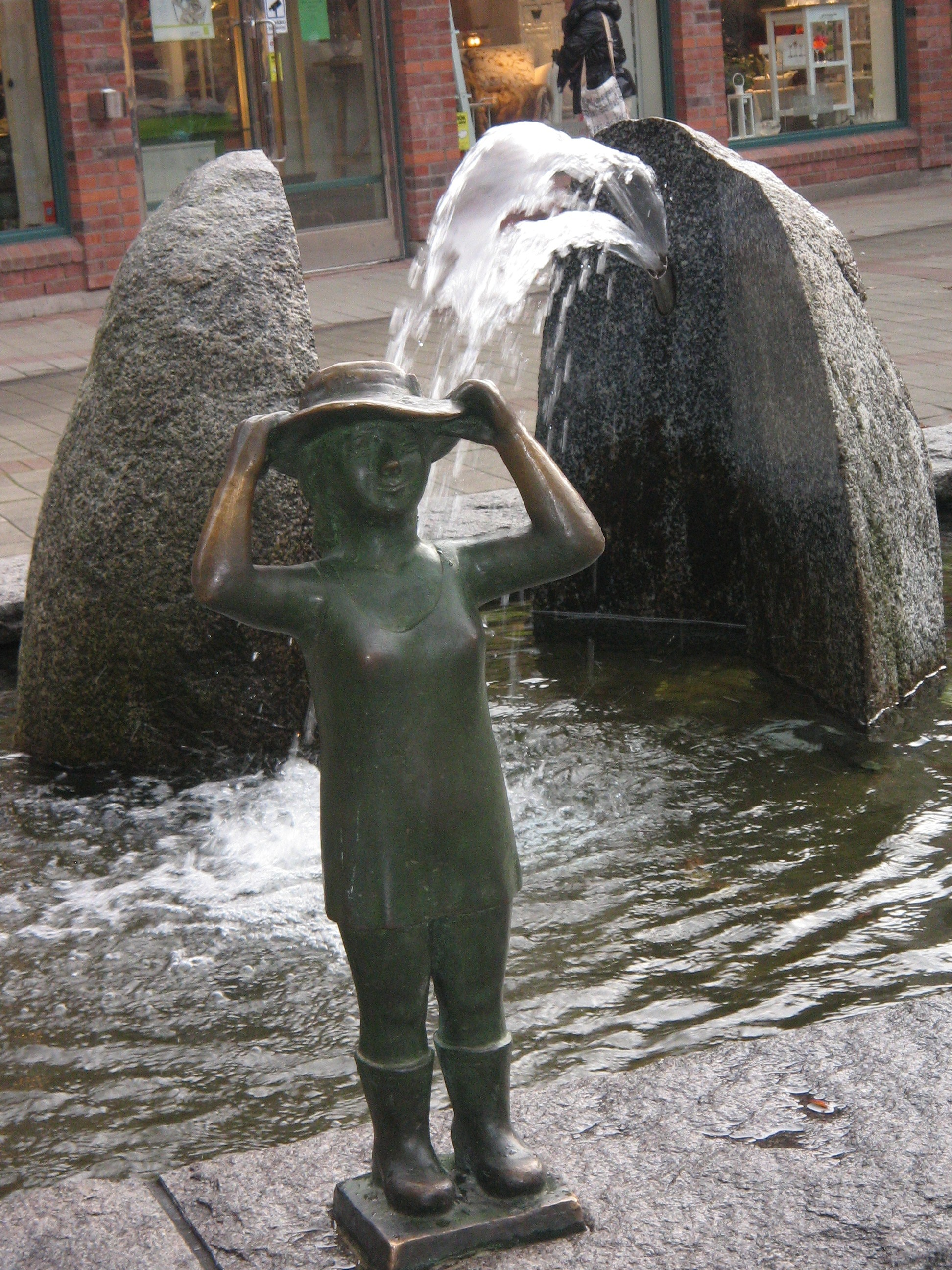
Människan i centrum i Lidingö centrum

Sven Gustav Lundqvist, född 10 januari 1918 i Storvik i Gävleborgs län, död 16 juli 2010, var en svensk skulptör och tecknare.

## Biografi
Sven Lundqvist växte upp i Storvik, som son till verkmästaren Frans Lundqvist (1873–1962) och Ellen Lundqvist, född Holmqvist (1874–1918), och var yngre bror till tecknaren Birger Lundquist. Han gifte sig 1949 med Alice Wellton. De är föräldrar till bland andra Angelica Lundqvist och morföräldrar till Fanny Risberg. 
Sven Lundqvist studerade vid Tekniska skolan 1935–1937 och vid Konstakademien i Stockholm 1941–1945 och efter studierna gjorde han studieresor till Frankrike, Egypten, Grekland och Italien. Han är representerad bland annat på Nationalmuseum, Moderna museet och Östergötlands museum och har gjort ett stort antal offentliga skulpturer i sten och brons, allt sedan han 1948 vann sin första tävling om offentlig utsmyckning i Helsingborg (torgbrunnen Fiskafänget, färdigställd 1955 efter flera års omarbetningar). Åren 1948–1952 verkade han även som tidningstecknare och bokillustratör. Han har deltagit i ett stort antal separat- och samlingsutställningar bland annat på Liljevalchs, i Stockholm, Göteborgs Konsthall, Borås konstmuseum, Värmlands Museum,
i Uppsala, med Arildsgruppen/Konstnärernas Samarbetsorganisation. Han var medlem av KRO, Svenska konstnärernas förening och Konstnärsklubben. Lundqvist är begravd på Lidingö kyrkogård.

## Offentliga verk i urval
- Göran och draken (1953), torgbrunn i brons på Hötorget i Borås
- Fiskafänget (1955), torgbrunn i brons på Gustav Adolfs Torg i Helsingborg
- Folktalaren (1957), brons, Stadshusterrassen, Kungsg. i Borås
- Näcken (1957), brons, Lidingö
- Birger Jarls fridslagar, brons, 1958, på Hovrättstorget i Jönköping
- Sånglektionen (1958), Bandhagen i Stockholm och Västerås
- Mariaskulptur (1963), Vamlingbo kyrka
- Here we stay (1964), brons, vid Fors kyrka i Eskilstuna
- Järnbärare (1967), Järntorget i Göteborg
- Bollmoran (1966), granit, Bollmora
- Boxarna (1967), Gåstorget i Gamla stan i Stockholm
- Votering (1967), sten, Åkers Runö
- Bronsportar (1968), Hantverkargatan 29 i Stockholm
- Börsnyheterna (1971), patinerad gips, stadsbiblioteket i Eskilstuna
- Vårt behov av tröst (1976), kalksten, Tallkrogsplan i Stockholm
- Folktalaren (1977), kalksten, Brynäs i Gävle
- För öppen ridå (1979), kalksten, Grönningen i Helsingborg
- Lyckan (1979), kalksten, vid Mälarsjukhuset i Eskilstuna
- Hästhandlaren (1984), brons med granitsockel, Hyttgatan utanför Drottningen(Sandvikens baptistkyrka) i Sandviken
- Tidningsläsarna, brons, utanför S:t Görans sjukhus på Kungsholmen i Stockholm
- Fiskargosse (1991), Stadsparken i Borås
- Tröst (1998), sten, Larsberg i Lidingö
- Volten, Källängsskolan i Lidingö
- Människan i centrum, Lidingö Centrum i Lidingö
- Flicka i stråhatt, brons, Tors servicehus i Lidingö
- Jungfrukällan, brons, Hiertagården i Lidingö
- Damen med hunden, utanför biblioteket i Torshälla
- Brudvalsen, relief i brons på Reimersholmsgatan 37 i Stockholm
- Hästskojare (2008), brons, Stockbyrondellen i Lidingö
- Flicka möter hund, Husby, Kista

- Lundqvist finns representerad vid Moderna museet[12] i Stockholm.

## Fotogalleri

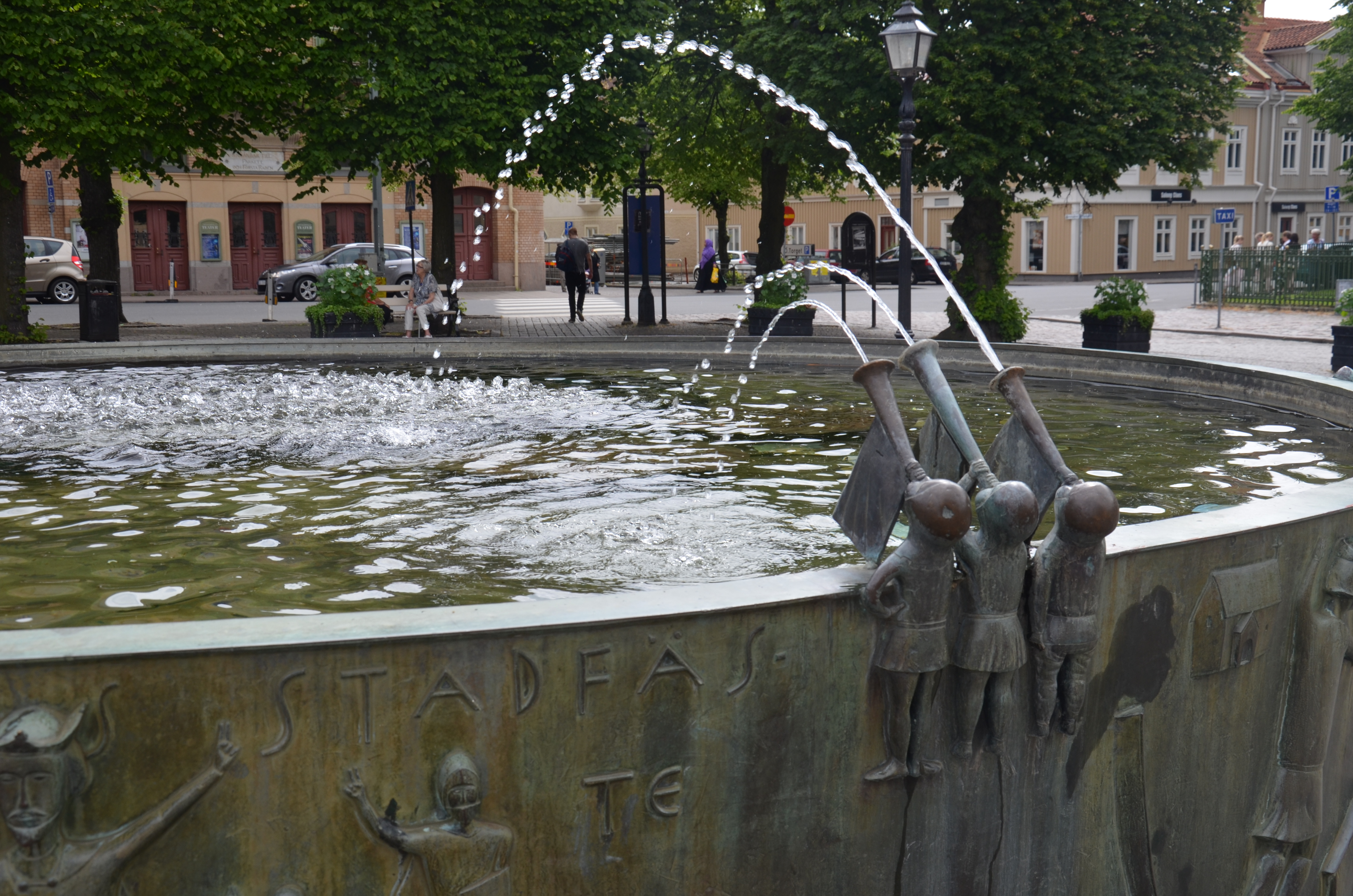
Birger Jarls fridslagar (1958) på Hovrättstorget i Jönköping
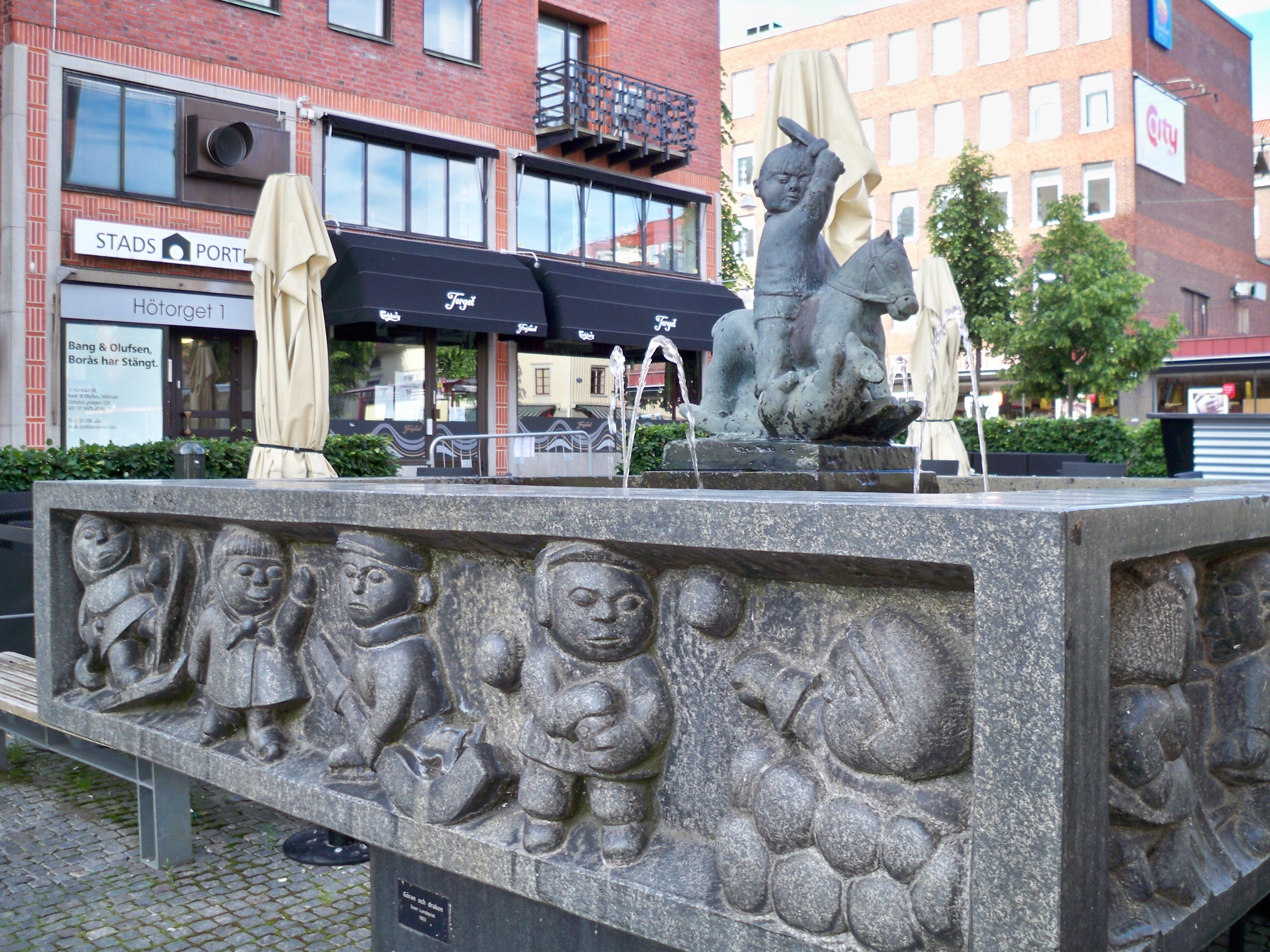
Göran och draken (1953) på Hötorget i Borås anspelar på den medeltida sägnen om Sankt Göran och draken
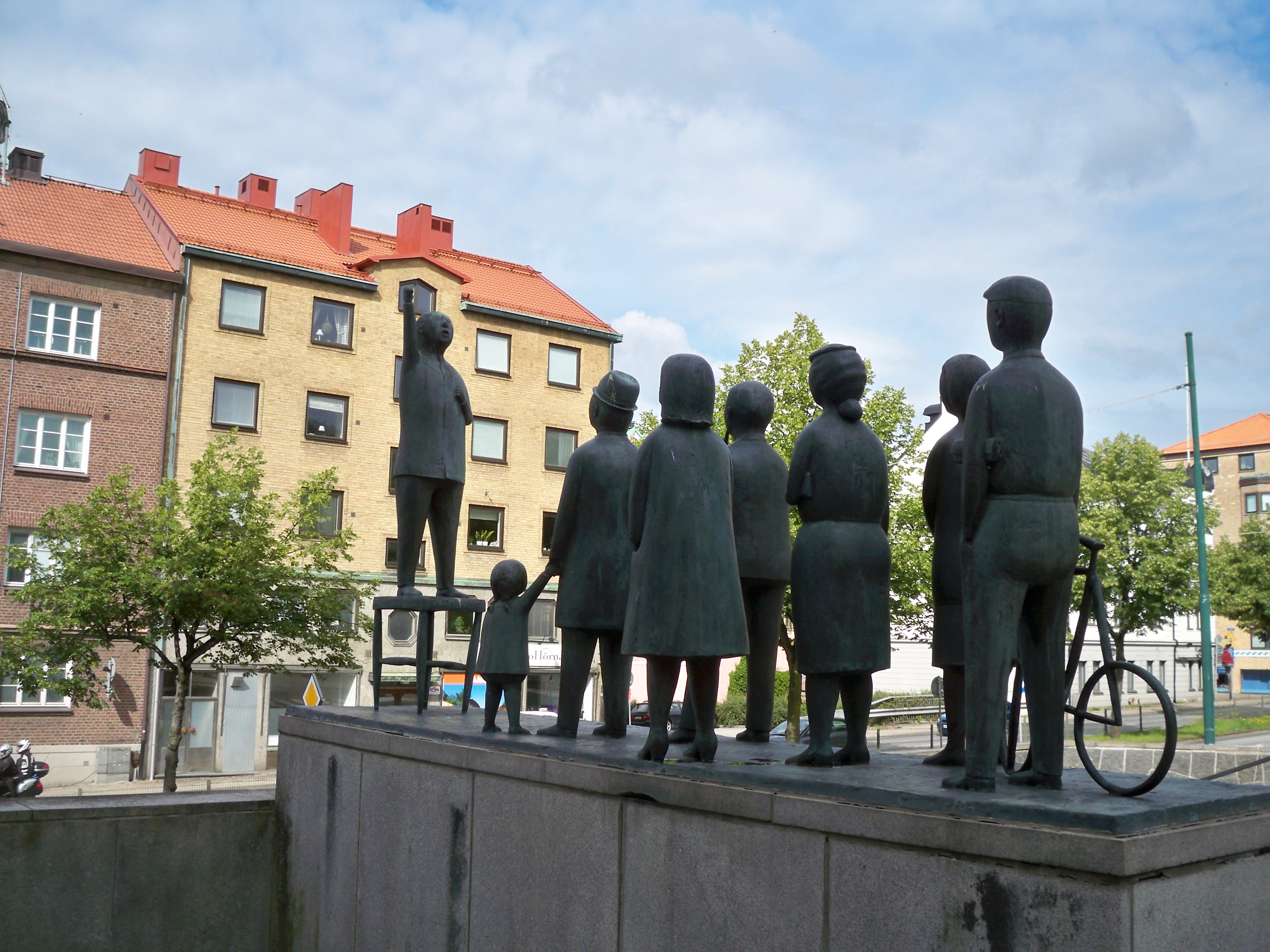
Folktalaren (1957) på Stadshusterrassen i Borås
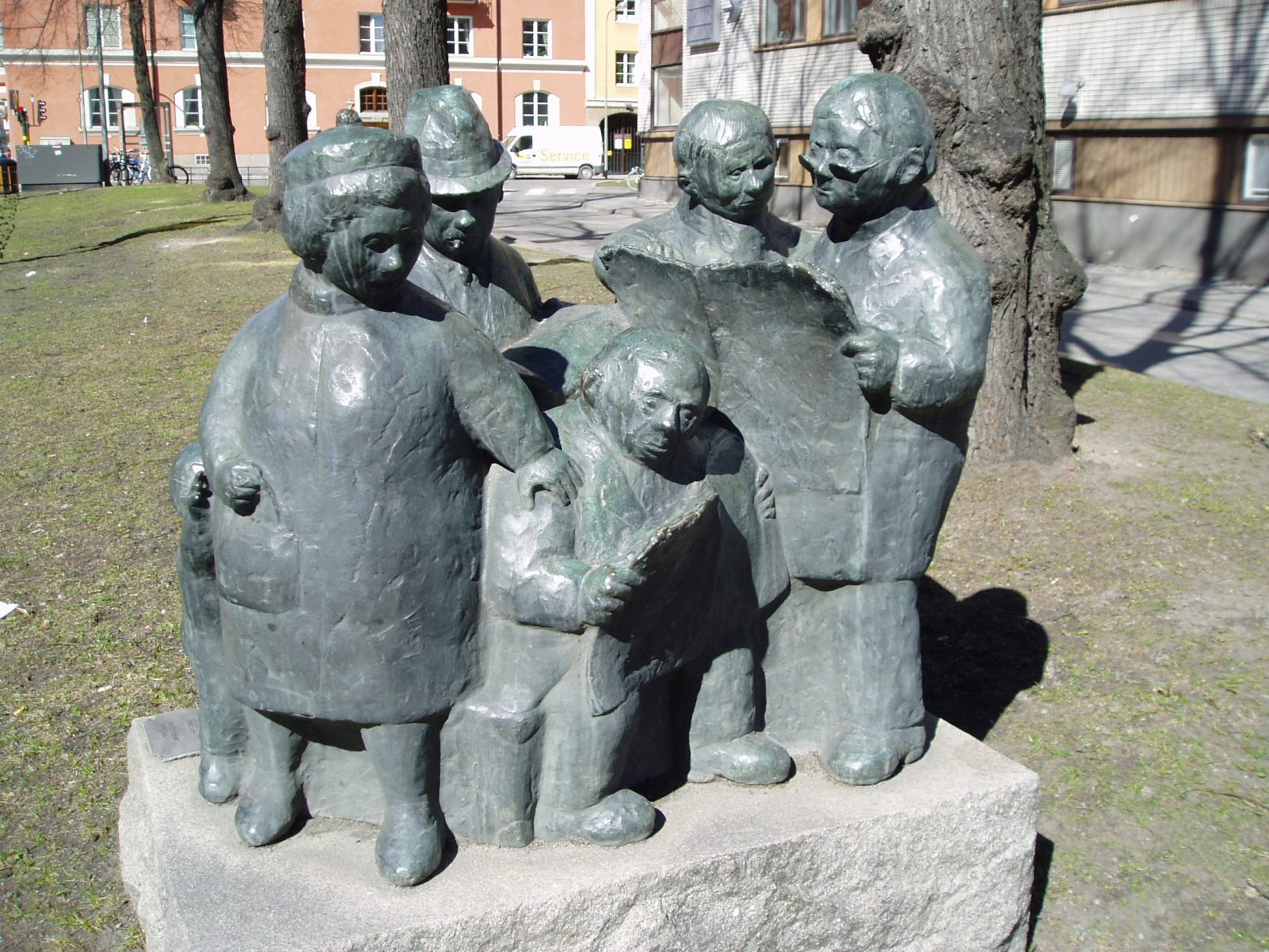
Tidningsläsarna, brons, utanför S:t Görans sjukhus på Kungsholmen i Stockholm
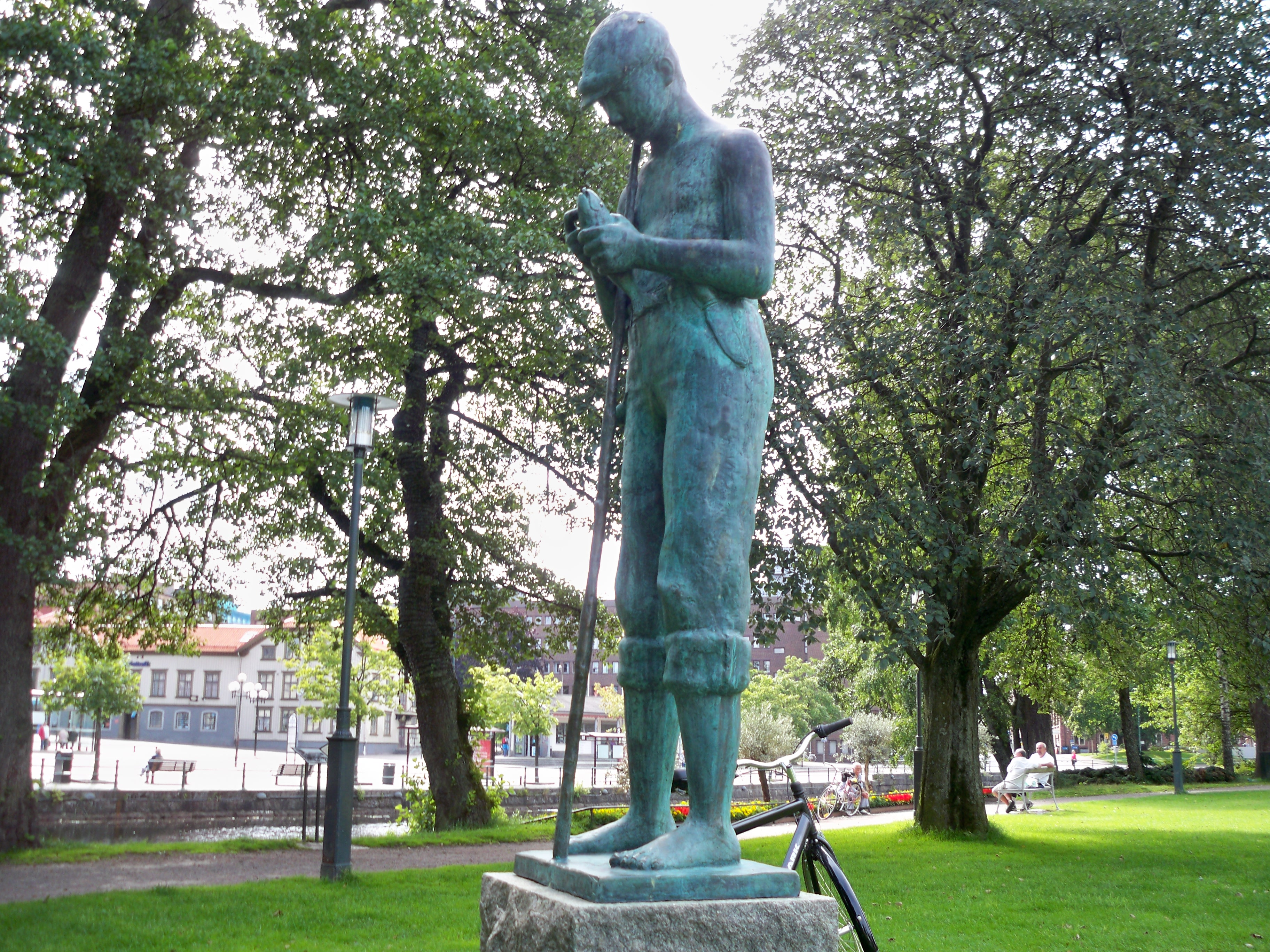
Fiskargosse (1991) nära Viskans strand i Stadsparken i Borås
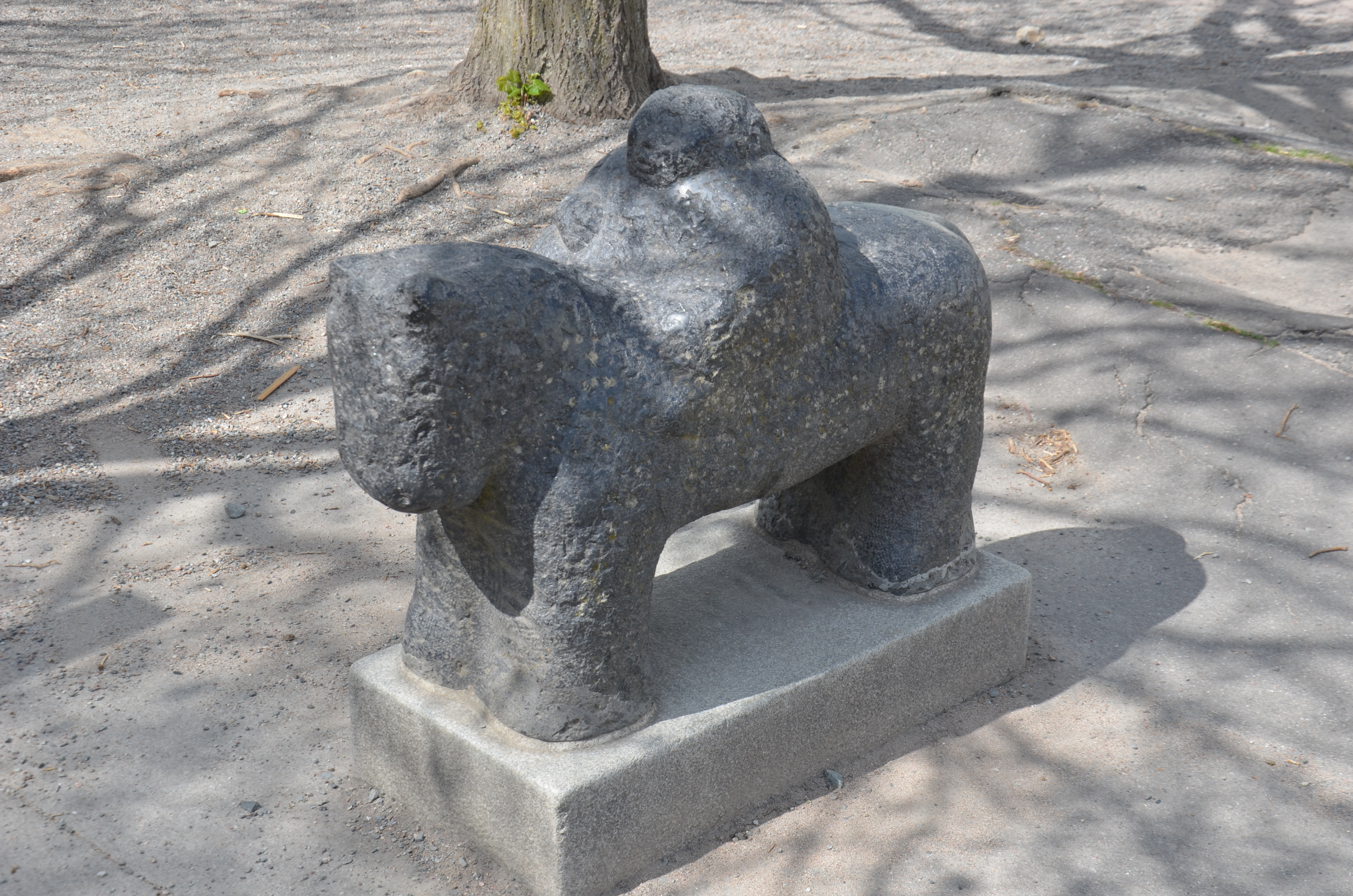
Ryttare i Stockholm
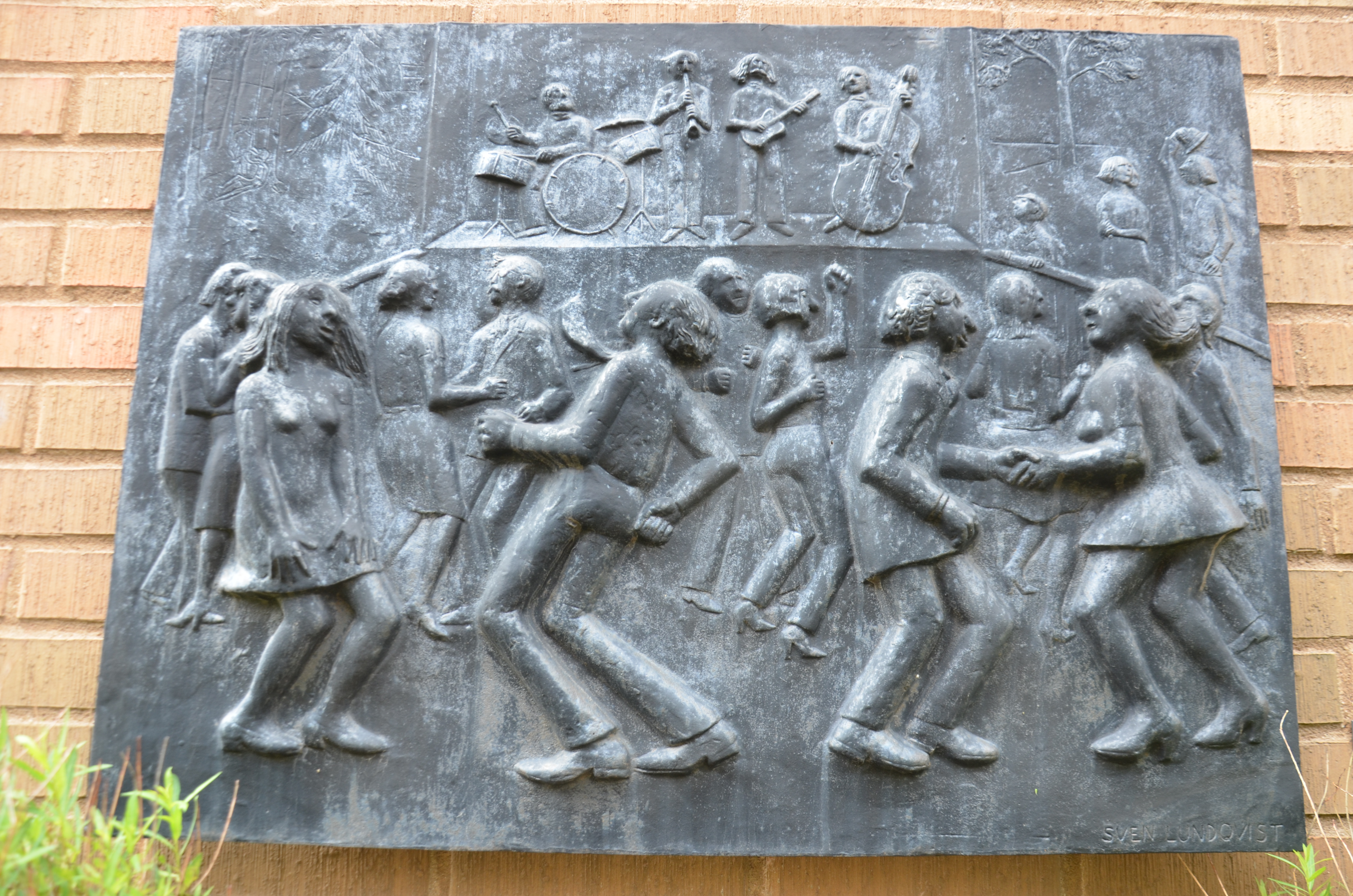
Brudvalsen på Reimersholme i Stockholm
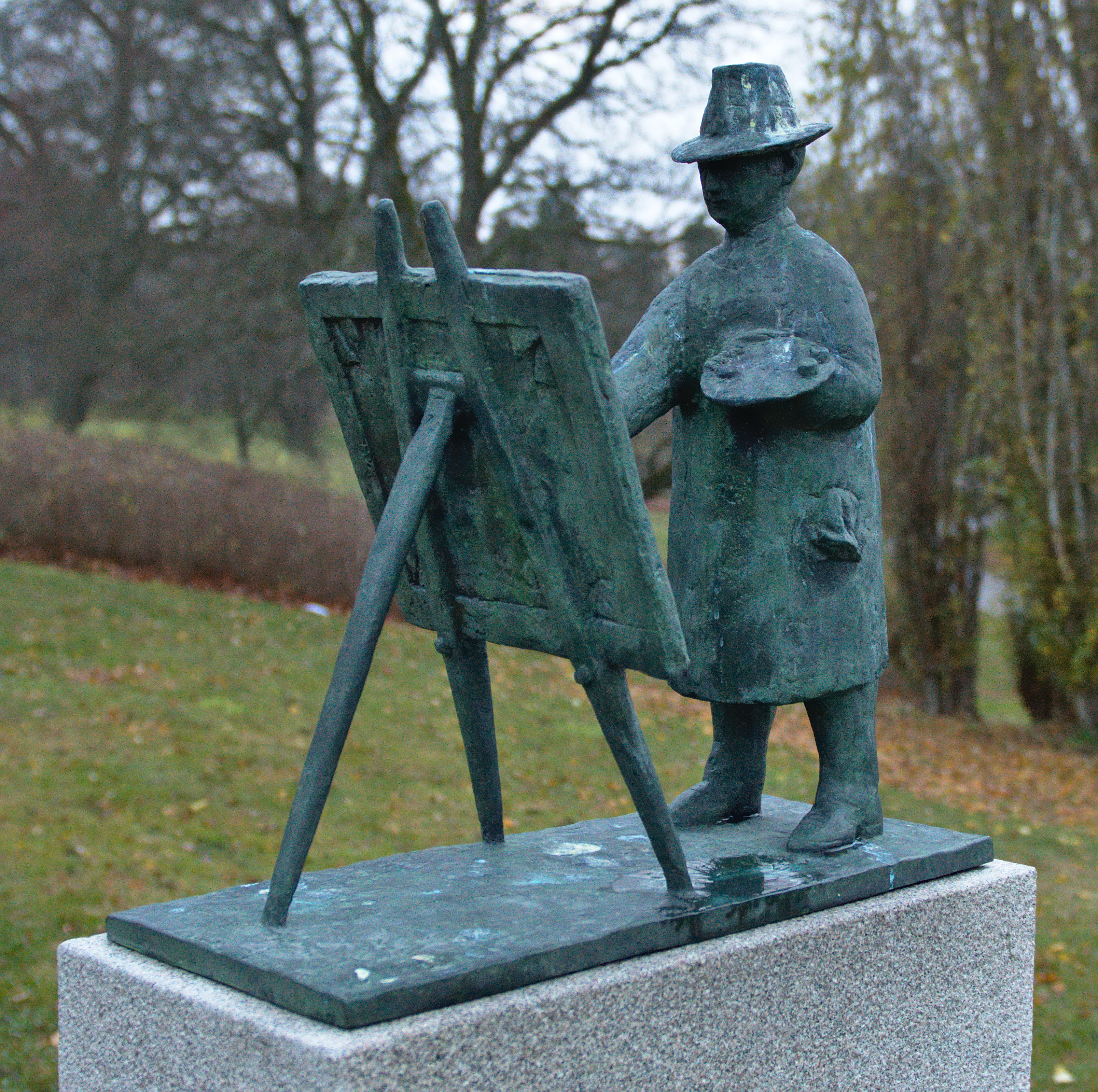
Prinsen utanför Sundbyholms slott